# Helão Nafidi
Helão Nafidi é uma cidade na região de Ohangwena, no norte da Namíbia, na fronteira com Angola. Em 2011 Helão Nafidi tinha 19.375 habitantes.
Foi estabelecida em 2004 após a amálgama de várias aldeias e assentamentos ao longo da rodovia Trípoli–Cidade do Cabo, entre os atuais bairros de Oshikango e Ohangwena, que agora fazem parte da cidade. Todas as micro-cidades que foram combinadas para formar a nova cidade (Onhuno, Ohangwena, Omafo, Engela e Oshikango) ainda mantinham seus próprios conselhos até a eleição das autoridades locais de 2015.
A cidade é separada em três áreas urbanas principais, sendo: Oshikango no norte; Omafo ao centro, e; Ohangwena ao sul. Há assentamentos e aldeias nas áreas semi-agrícolas entre elas.
Forma, com a vizinha de fronteira Santa Clara do Cunene (Angola), uma aglomeração transfronteiriça.